# سيمون فليتشير (رسام)
سيمون فليتشير (بالإنجليزية: Simon Fletcher)‏ هو رسام بريطاني، ولد في 1948.

## وصلات خارجية
- الموقع الرسمي